# جوزف آگیمانگ-گیائو
جوزف آگیمانگ-گیائو (انگلیسی: Joseph Agyemang-Gyau;  ۳ ژوئن ۱۹۳۹ –  ۱۴ مه ۲۰۱۵) بازیکن فوتبال اهل غنا بود.
از باشگاه‌هایی که در آن بازی کرده‌است می‌توان به واشینگتن دارتز اشاره کرد.
وی همچنین در تیم ملی فوتبال غنا بازی کرده‌است.